# Nasmyth (Mondkrater)
Nasmyth ist ein Einschlagkrater am südwestlichen Rand der Mondvorderseite, südlich der großen Wallebene des Schickard, östlich von Wargentin und nördlich von Phocylides, der den südlichen Teil von Nasmyth überlagert.
Der Kraterrand ist erodiert und das Innere wie bei den benachbarten Kratern mit Lava gefüllt.
| Buchstabe | Position           | Durchmesser | Link |
| --------- | ------------------ | ----------- | ---- |
| D         | 49,23° S, 55,41° W | 13 km       |      |
| E         | 49,93° S, 57,78° W | 6 km        |      |
| F         | 50,03° S, 53,69° W | 11 km       |      |
| G         | 49,64° S, 53,96° W | 8 km        |      |

Der Krater wurde 1935 von der IAU nach dem schottischen Ingenieur und Astronom James Nasmyth offiziell benannt.